# Ebitemp
Ebitemp è l'ente bilaterale nazionale per il lavoro temporaneo.

## Descrizione
Nato per iniziativa di Assolavoro e delle organizzazioni sindacali FeLSA-CISL, NIdiL-CGIL e UILTemp, E.Bi.Temp è un ente senza fini di lucro che si occupa, insieme a Forma.Temp, della gestione bilateralità e dei diritti sindacali nel settore del lavoro in somministrazione. 
Lo scopo è di assicurare ai lavoratori in somministrazione un sistema di tutele durante le transizioni lavorative e un welfare che sostenga il lavoratore somministrato, tramite prestazioni fissate dalla contrattazione nazionale di settore.

E.Bi.Temp si finanzia tramite un contributo versato dalle Agenzie per il Lavoro determinato in base alla retribuzione erogata ai singoli lavoratori, nella percentuale determinata dalle Parti sociali. 

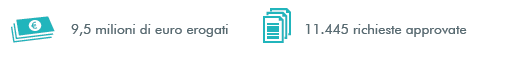
Dati relativi al 2014

## Struttura
L'ente è retto da un consiglio di amministrazione di cui fanno parte il presidente, di nomina datoriale, il Vicepresidente espressione delle Organizzazioni sindacali e da altri membri eletti dall'assemblea. L'assemblea, che si compone di 30 membri in rappresentanza paritetica delle associazioni datoriali e delle organizzazioni sindacali dei lavoratori, delibera sulle iniziative di attuazione degli scopi di E.Bi.Temp ed è affiancata da un Collegio dei Sindaci di tre membri (uno designato dalle organizzazioni sindacali, uno indicato dalle associazioni datoriali e uno scelto di comune accordo) con compiti di sorveglianza. 
Il Presidente di E.Bi.Temp è Alessandro Ramazza, il Vicepresidente è Luca Barilà, il Direttore di E.Bi.Temp è Enrico Giuntini.

## Storia
- La scelta delle organizzazioni sindacali e delle associazioni imprenditoriali di dar vita a E.bi.temp fu compiuta il 28 maggio 1998 con la stipula del primo contratto collettivo del settore;
- Nel 2002, col primo rinnovo del CCNL, sono state introdotte le prime forme di garanzia in favore dei lavoratori somministrati, sia nel campo della tutela contro gli infortuni che nell’ambito dell’accesso al credito;
- Nel 2008, il nuovo Contratto Collettivo ha attivato presso E.Bi.Temp un sistema di welfare settoriale. Inoltre nello stesso anno è stato istituito un fondo di previdenza integrativo dedicato ai lavoratori in somministrazione ed è stato rafforzato il sistema dedicato alla prevenzione degli infortuni sui luoghi di lavoro;
- Nel corso del 2017 sono state introdotte nuove misure di welfare, che hanno aumentato il numero degli ambiti di intervento di E.Bi.Temp: contributi per il trasporto extraurbano, sostegno all’istruzione dei lavoratori somministrati dei loro figli, contributi per lavoratori con familiari a carico non autosufficienti, sostegno per la maternità e per le adozioni e un contributo per le spese per gli asili nido;
- Con il rinnovo contrattuale firmato il 15 ottobre 2019, sono state introdotte ulteriori tutele e ampliate quelle già in essere a garanzia dei lavoratori somministrati[1] negli ambiti del sostegno occupazionale, dei contributi ai lavoratori con figli a carico, della mobilità territoriale e della tutela sanitaria. Con l’ampliamento del sistema di welfare E.Bi.Temp eroga 14 prestazioni (Buono Libri Figli, Buono Libri Lavoratore, Contributo Adozione, Contributo Asilo Nido, Contributo Asilo Nido Padri, Contributo Mobilità, Contributo Non autosufficienza, Contributo Retta Universitaria, Contributo Trasporto Extra Urbano, Piccoli prestiti, Polizza Infortuni, Sostegno alla Maternità, Sostegno alla Maternità - Integrazione, Tutela Sanitaria) in tre aree specifiche: sostegno, tutela e agevolazioni;
- Nel 2020 nel corso dell’emergenza epidemiologica causata dal COVID-19 E.Bi.Temp, in seguito ad un accordo stipulato tra le Parti sociali, ha nuovamente ampliato il numero delle prestazioni erogabili in favore dei lavoratori somministrati. Le nuove prestazioni sono state attivate per garantire tutele ai lavoratori somministrati e ai loro familiari colpiti dal virus e per attenuare i disagi conseguenti, nei seguenti ambiti:
  - Tutela sanitaria: introdotte delle indennità per il ricovero ospedaliero e l’isolamento domiciliare, nonché un contributo per la riabilitazione pneumologica;
  - Decessi: viene prevista una liberalità in favore dei familiari eredi dei lavoratori deceduti a causa di positività accertata al Covid-19;
  - Assistenza familiare: vengono introdotte dei rimborsi in favore dei lavoratori somministrati impegnati in attività essenziali o in isolamento domiciliare per le spese di baby-sitting o per l’assistenza assistenza domiciliare alle persone anziane, ammalate o con disabilità.
- Nel corso dell’estate 2020 le prestazioni erogabili, data la continuazione dello stato di emergenza sanitaria, sono state estese con un accordo che prevede ulteriori modalità di sostegno dei lavoratori[2]. Tramite l’intesa le Parti sociali hanno fissato dei contributi dedicati all’acquisto di materiale informatico per la didattica a distanza e il lavoro agile. Nei campi delle prestazioni di welfare l’accordo ha previsto l’istituzione di un contributo per il congedo parentale e l’integrazione della prestazione “Asilo Nido”, utilizzabile anche presso i centri estivi[3].